# Белоглазкина, Елена Кимовна
Белоглазкина Елена Кимовна (род. 3 ноября 1967, Москва, СССР) — российский химик-органик, доктор химических наук, профессор, заведующая лабораторией биологически активных органических соединений (БАОС) химического факультета МГУ имени М. В. Ломоносова.

## Семья
Елена Кимовна родилась в Москве в 1967 году, в семье химиков. Отец — профессор химического факультета МГУ, Ким Петрович Бутин, советский и российский химик — органик, специалист в области органической электрохимии.
Мать — кандидат химических наук Наталья Александровна Гайдай, занималась исследованиями в области физической химии, работала в Институте органической химии имени Зелинского.
Муж, Белоглазкин Александр Николаевич, — математик, доцент механико — математического факультета МГУ, занимается исследованиями в области аэромеханики. В семье трое детей, причем все выбрали химию в качестве профессиональной деятельности. Старшая дочь Анастасия закончила химический факультет МГУ и в настоящее время работает в США. Сын Андрей закончил РУДН, факультет физико-математических и естественных наук. В 2020 году поступил в аспирантуру ИНХС им. А. В. Топчиева РАН. Дочь Мария в 2020 году поступила на первый курс химического факультета МГУ.

## Учёба
Елена Кимовна окончила школу № 558 в Москве, где химия преподавалась на достаточно хорошем уровне. Больше всего на уроках химии нравились частые лабораторные опыты, которые выполнялись самими школьниками.
В школьные годы была интересна биология, поэтому в конце обучения в школе была идея поступления на биологический факультет МГУ. Однако в итоге Елена Кимовна поступила на химический факультет и в настоящее время работает на стыке биологии и химии, возглавляя лабораторию биологически активных органических соединений.
Елена Кимовна отмечает, что её всегда больше всего привлекала экспериментальная химия, связанная с получением новых веществ. В связи с этим во время обучения нравилась неорганическая и органическая химия за возможность «почувствовать вещество», наблюдать за превращениями. Однако предпочтение отдала органической химии, благодаря её логичности в описании механизмов химических реакций, общим представлениям о реакционной способности веществ.
На пятом курсе участвовала в первой конференции по химии гетероциклических соединений в Казани.

## Начало научной работы
Уже в конце первого курса Елена Кимовна начала заниматься исследованиями на кафедре органической химии. Первым руководителем была Надежда Васильевна Аверина, которая занималась исследованиями в области химии адамантана и каркасных структур. Под её руководством Елена Кимовна работала до 5 курса, после чего перешла в группу профессора Н. В. Зыка, который, по её словам, является её «главным учителем органической химии». В дальнейшем дипломную работу и кандидатскую и докторскую диссертации Елена Кимовна выполняла под его руководством.
Темой исследований Е. К. Белоглазкиной начиная с 1988 года стали реакции электрофильного присоединения (AdE) к непредельным соединениям, а именно активация слабоэлектрофильных реагентов в реакциях электрофильного присоединения. Идея заключалась в том, что в результате взаимодействия соединения с практически неполярной связью с активирующим реагентом, происходит увеличение ионного характера связи, что способствует повышению электрофильной активности реагента. В дипломной работе описано использование в качестве активатора триоксида серы.
После окончания химического факультета работа была продолжена в аспирантуре. В кандидатской диссертации «Электрофильное сульфенилирование алкенов арилсульфенамидами, S — сульфонилсульфенамидами и S — сульфонилсульфенхлоридами» в качестве активаторов реакций электрофильного присоединения использовались оксогалогениды фосфора и серы.
В последующие годы эта тема была развита в рамках докторской диссертации «Оксогалогениды фосфора и серы — активирующие сореагенты в реакциях электрофильного присоединения» в которой была разработана общая методология активации слабых галоген-, сера-, селен- и азотсодержащих электрофилов соединениями данного класса.

## Научная деятельность
После защиты докторской диссертации областью научных интересов Елены Кимовны стало изучение химии комплексов переходных металлов с различными органическими лигандами, модифицированных серосодержащими производными наночастиц золота и способов их применения, а также поиск новых классов потенциальных противораковых препаратов и средств их направленной доставки в опухолевые ткани. Результаты исследований вместе с соавторами публиковались в российских и зарубежных журналах.
С 2018 года Елена Кимовна занимает должность заведующей лаборатории биологически активных органических соединений (БАОС) химического факультета МГУ. В настоящее время под её руководством в лаборатории ведутся исследования в различных областях синтетической органической и биомедицинской химии, в том числе разработка соединений с цитотоксической и антибактериальной активности, векторных молекул для направленной доставки. Сотрудники лаборатории активно участвуют в научной и педагогической деятельности химического факультета, в 2020 году пять её сотрудников читали лекционные курсы на химическом и смежных факультетах МГУ, и восемь сотрудников вели общий практикум по органической химии. В лаборатории БАОС традиционно выполняется большое количество курсовых и дипломных работ.
Елена Кимовна является автором более 270 статей и шестнадцати патентов. Три разработанных в лаборатории соединения различных структурных классов прошли доклинические исследования в качестве противораковых препаратов.
В настоящий момент основными научными направлениями, развиваемыми в лаборатории, являются:
- Разработка новых потенциальных противораковых препаратов;
- Исследования в области медь- и платина-содержащих органических соединений;
- Направленной доставки лекарственных препаратов;
- Поиск новых классов антибактериальных препаратов.

## Педагогическая деятельность
Елена Кимовна начала заниматься преподавательской деятельностью в МГУ сразу после окончания аспирантуры. В разные годы она вела семинарские и практические занятия у студентов на факультетах почвоведения, фундаментальной физико-химической инженерии (ФФФХИ), наук о материалах, биологическом и химическом факультетах.
В настоящее время Елена Кимовна читает двухсеместровый лекционный курс по органической химии для студентов ФФФХИ. Совместно с коллегами разработала и преподает спецкурсы для студентов пятого и шестого курса химического факультета:
- Для студентов пятого курса, совместно с С. П. Громовым, спецкурс «Супрамолекулярные органические материалы и полупроводники»;
- Для студентов шестого курса, совместно с С. С. Карловым, А. А. Прищенко и Р. Л. Антипиным, преподает спецкурс «Химия тетраген-, пниктоген- и халькогенорганических соединений».

Ранее совместно с Н. В. Зыком ею была разработана программа курса биоорганической химии для студентов факультета фундаментальной медицины МГУ.
Елена Кимовна является членом диссертационных Советов МГУ и РХТУ по органической химии.

## Премии и награды
Является лауреатом премии имени И. И. Шувалова в 2006 году за научную работу.
Вместе с соавторами Н. В. Зыком и А. Г. Мажугой были победителями конкурса работ научной конференции «Ломоносовские чтения — 2014».

## Интересные факты
- Один из любимых учебников по органической химии — Дж. Клайден, Н. Гривз, С. Уоррен, П. Уозерс «Органическая химия», который Елена Кимовна с коллегами (С. З. Вацадзе, И. В. Трушков, Ю. А. Устынюк) перевела на русский язык.
- В студенческие и аспирантские годы была членом спортклуба МГУ, занималась горным туризмом, являлась инструктором по горному туризму.